# 大西洋旗魚
大西洋旗魚（学名：Istiophorus albicans）為輻鰭魚綱旗魚目旗魚科的一種，分布於大西洋的熱帶至溫帶海域，棲息深度可達200公尺，體長可達315公分，重58公斤。主要棲息在中上層水域，成小群活動，屬肉食性，以魚類為食，可做為食用魚及遊釣魚。
外表與雨傘旗魚（Istiophorus platypterus）極為相似，但分布與大小不同。也有學者將其視為同種。

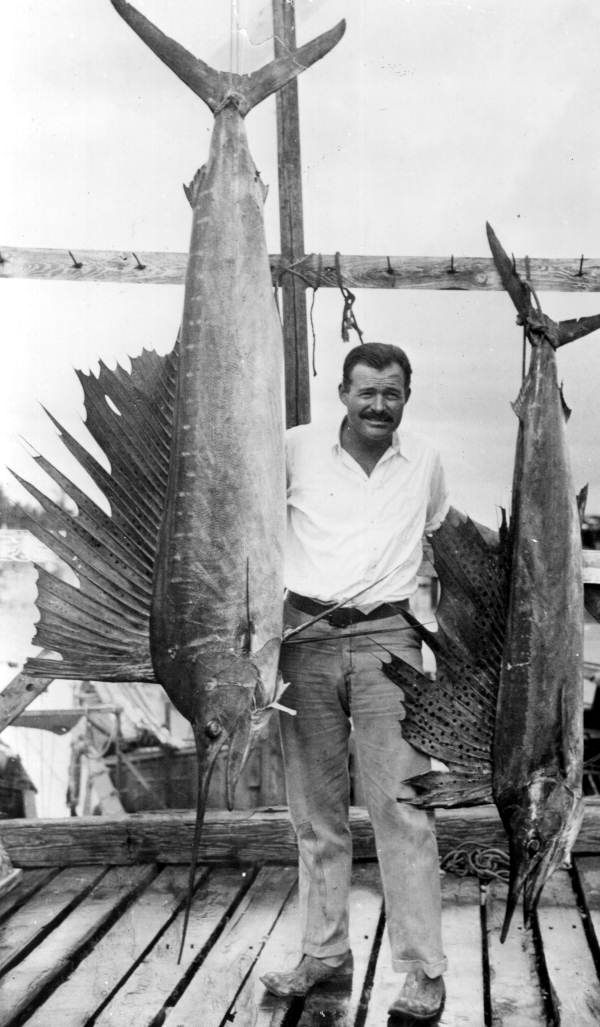
Ernest Hemingway in Key West, Florida, USA, in the 1940s, with an Atlantic sailfish he had caught

## 擴展閱讀
維基物種上的相關：大西洋旗魚